# Thaba-Tseka (distrikt)
Thaba-Tseka District är ett distrikt i Lesotho. Det ligger i den centrala delen av landet, 110 km öster om huvudstaden Maseru. Antalet invånare är 158 144. Arean är 4 270 kvadratkilometer. Thaba-Tseka gränsar till Qacha's Nek, Mohale's Hoek District, Maseru, Berea, Leribe District, Mokhotlong och KwaZulu-Natal. 
Terrängen i Thaba-Tseka är bergig söderut, men norrut är den kuperad.
Thaba-Tseka delas in i:
- Likalaneng Community
- Khubelu Community
- Matebeng Community
- Bobete Community
- Bokong Community
- Khohlo-Ntso Community
- Lesobeng Community
- Malehloana Community
- Mohlanapeng Community
- MonyetLeng Community
- Mphe-Lebeko
- Rapoleboea Community
- Sehonghong Community
- Thaba-Kholo Community
- Thaban'a Mahlanya Community

Följande samhällen finns i Thaba-Tseka:
- Thaba-Tseka